# L'Esprit d'équipe (film, 1983)
Pour les articles homonymes, voir L'Esprit d'équipe et All the Right Moves.
Pour plus de détails, voir Fiche technique et Distribution.
L'Esprit d'équipe (All the Right Moves) est un film américain réalisé par Michael Chapman, sorti en 1983.

## Synopsis
Un jeune joueur de football américain veut partir de sa petite ville industrielle de Pennsylvanie. Il va donc tout faire pour se raccrocher à ce qui peut l'en sortir.

## Fiche technique
- Titre français : L'Esprit d'équipe
- Titre original : All the Right Moves
- Réalisation : Michael Chapman
- Scénario : Michael Kane
- Montage : David Garfield
- Photographie : Jan de Bont
- Musique : David Richard Campbell (Love Theme)
- Chanson principale : Tom Snow
- Interprètes des chansons : Jennifer Warnes, Chris Thompson, Junior, Danny Spanos, Doug Kahan, Tony Orlando, Toni Wine, Roach, Winston Ford, Stephanie Mills, Frankie Miller.
- Pays de production :  États-Unis
- Format : Couleur
- Durée : 91 minutes
- Dates de sortie : 
  - États-Unis : 21 octobre 1983
  - France : 21 octobre 1983
- Production : Twentieth Century-Fox Corporation

## Distribution
- Tom Cruise (VF : Bertrand Liebert[1]) : Stefen Djordjevic
- Craig T. Nelson (VF : Jacques Frantz) : : Nickerson
- Lea Thompson (VF : Céline Ertaud) : Lisa
- Charles Cioffi (VF : Daniel Gall) : Pop
- Gary Graham (VF : Philippe Peythieu) : Greg
- Paul Carafotes (VF : Chris Benard) : Salvucci
- Chris Penn (VF : Éric Baugin) : Brian
- Sandy Faison : Suzie
- James A. Baffico (VF : Jean-Pierre Moulin) : Bosko
- Mel Winkler (VF : Robert Liensol) : Jess Covington
- Walter Briggs (VF : Serge Faliu) : Rifleman
- George Betor (VF : Daniel Lafourcade) : Tank
- Leon Robinson (VF : Emmanuel Jacomy) : Shadow
- Paige Lyn Price : Tracy
- Debra Varnado : Charlotte
- Donald A. Yannessa : Entraîneur
- Kyle Scott Jackson (VF : Tola Koukoui) : Sherman Williams
- Terry O'Quinn (VF : Pierre Londiche) : Freeman Smith
- Jonas C.Miller : Mouse
- Keith Ford : Fox
- Emma Floria Chapman : Angela
- Adaptation française : Christian Dura